# Nobuo Matsunaga
Pour les articles homonymes, voir Matsunaga.
Nobuo Matsunaga (松永 信夫, Matsunaga Nobuo), né le 6 décembre 1921, dans la préfecture de Shizuoka, au Japon, est un footballeur japonais.

## Biographie
Nobuo Matsunaga est le frère du footballeur Akira Matsunaga.